# Mosėdis
Mosėdis ist ein „Städtchen“ (litauisch miestelis) in der südkurischen Landschaft Keklys (in mittelalterlichen Quellen lateinisch Ceclis) im Nordwesten von Litauen am Fluss Bartuva. Politisch ist es Zentrum des gleichnamigen Landamtes (Mosėdžio seniūnija) der Rajongemeinde Skuodas im Bezirk Klaipėda. Bekannt ist es für seine Natursteinsammlung.
1959 wurden 655 Einwohner gezählt.

## Geschichte
Mosėdis wurde, im Zusammenhang mit den Kreuzzügen, 1253 zum ersten Mal erwähnt. Das Gebiet war von Wald bedeckt, dessen Rodung im 16. und 17. Jahrhundert begann.

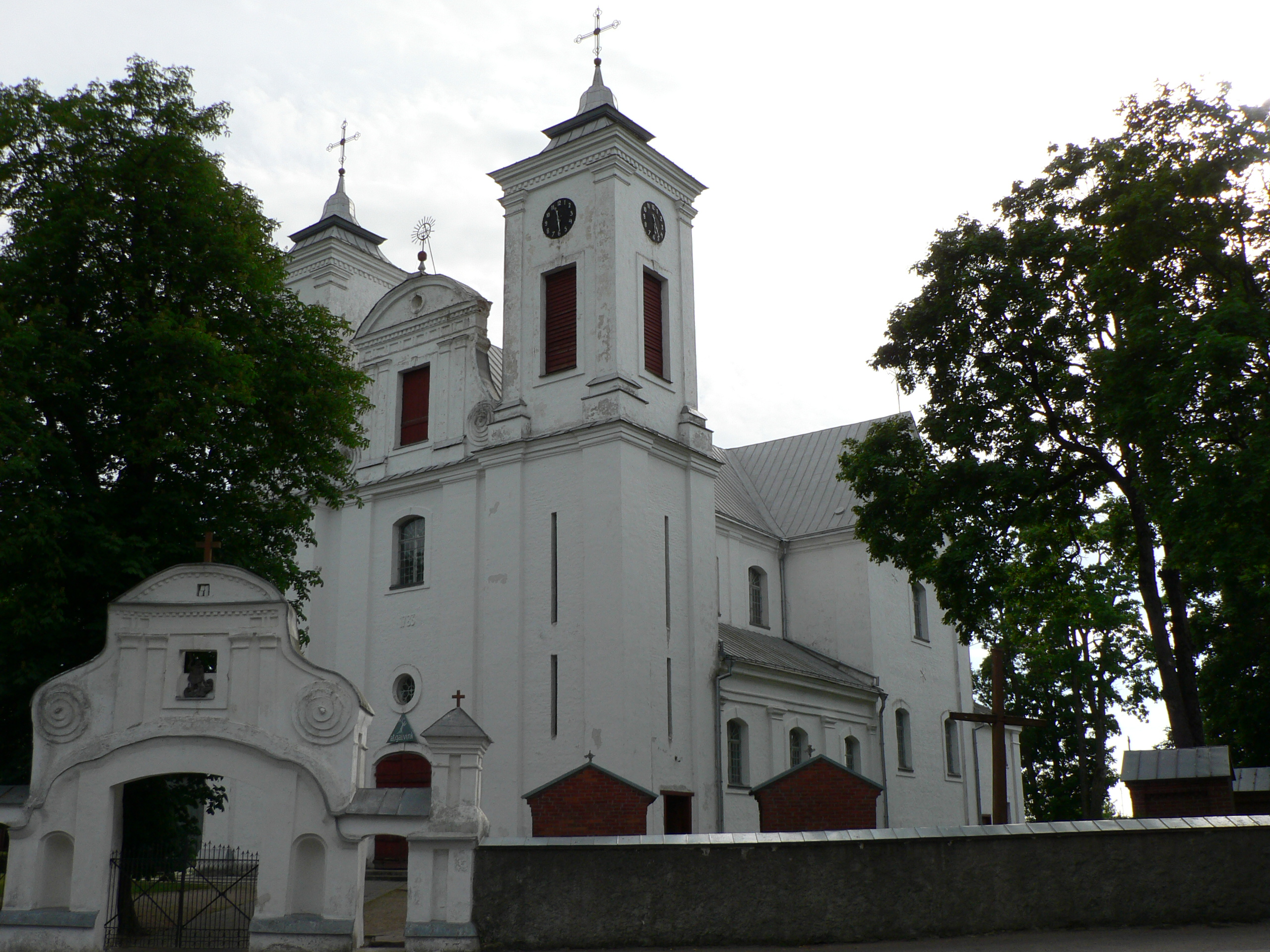
Erzengel-Michael-Kirche in Mosėdis

In der Stadt steht die barocke katholische Erzengel-Michael-Kirche. Der Bau wurde 1783 begonnen und 1844 fertiggestellt. Heute unterhält die Stadt ein kirchliches Kinderheim.
1841 bestand die Einwohnerschaft zu einem großen Teil aus Juden. Nach dem Überfall der deutschen Wehrmacht auf die Sowjetunion im Sommer 1941 wurde die jüdische Bevölkerung in dieser Stadt ausgelöscht. Die meisten Juden, welche nicht gleich an Ort und Stelle umgebracht wurden, starben in Kretinga.
1907 zerstörte ein Feuer den größten Teil der Stadt. 1962 brannte das Zentrum abermals ab. 2002 wurde eine Gemeindepartnerschaft mit Friesack begründet.

## Umgebung
Drei Kilometer südwestlich der Stadt liegt das 162 ha große Naturschutzgebiet Šaukliai. Die Landschaft spiegelt die frühe Tundrazeit wider.
Das staatliche Museum für Steine und die dazugehörenden eindrucksvollen Außenausstellungsstücke, bestehend aus in Litauen vorkommenden Gesteinsarten, wurde durch Vaclovas Intas ins Leben gerufen. Inzwischen hat sich die Ausstellung über die ganze Stadt ausgeweitet.